# الکسا آوراموویچ
الکسا آوراموویچ (سیریلیک صربی: Алекса Аврамовић؛ زادهٔ ۲۵ اکتبر ۱۹۹۴) بازیکن بسکتبال اهل صربستان است.
وی در مسابقات کشوری و بین‌المللی در مجموع برندهٔ ۱ مدال نقره، ۱ مدال برنز شده است.